# Gesundheitskasse Luxemburg

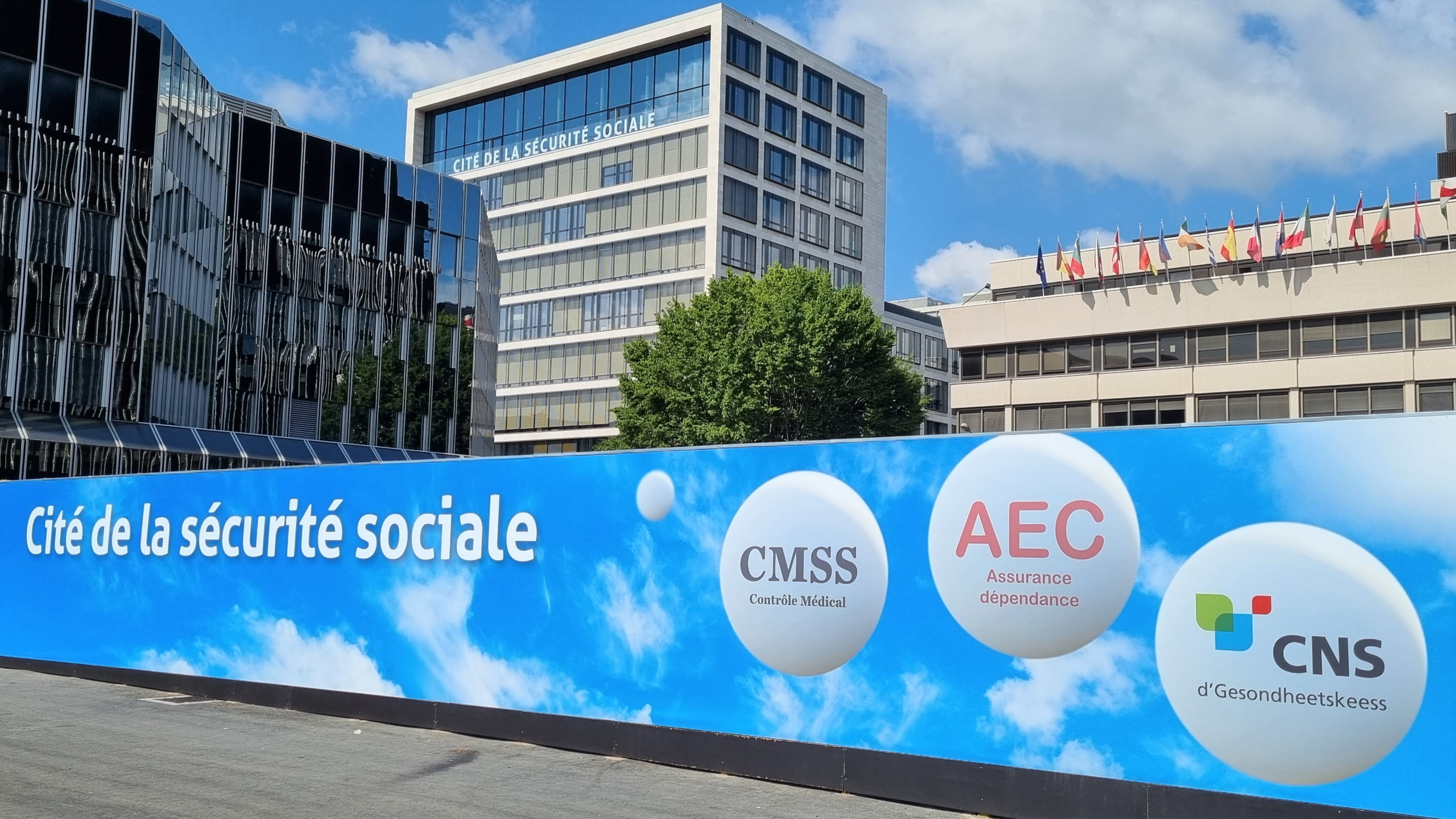
Neuer Sitz der Sozialversicherung auf dem ehemaligen Würth-Gelände in der Nähe des Bahnhofs/Hollerich.

Die Gesundheitskasse (lux.: d'Gesondheetskeess; offiziell Caisse nationale de Santè; kurz CNS) ist ein Teil der Sozialversicherung des Großherzogtums Luxemburg.

## Entstehung der CNS
Das Gesetz vom 13. Mai 2008 über die Einführung des Einheitsstatuts im privatwirtschaftlichen Sektor (vorher existierte eine Trennung nach den jeweiligen Berufsbildern der Versicherten, zwischen Angestellten und Arbeitern) führte zur Zusammenfassung von sechs verschiedenen Krankenkassen unter einem gemeinsamen neuen Dach: der per 1. Januar 2009 tätigen CNS.
- Caisse de maladie des employés privés (CMEP)
- Caisse de maladie des ouvriers (CMO)
- Caisse de maladie des professions indépendantes (CMPI)
- Caisse de maladie agricole (CMA)
- Caisse de maladie des employés de l'ARBED (CMEA)
- Caisse de maladie des ouvriers de l'ARBED (CMOA)

## Zuständigkeiten
Die CNS ist in den nachfolgenden Bereichen zuständig:

### Krankenversicherung (CNS)
- Kostenübernahme der medizinischen Versorgung und der Präventivmedizin;
- Entrichtung von Kranken- und Mutterschaftsgeld;
- Entrichtung einer Bestattungsentschädigung;
- Festlegung der Satzungen des CNS;
- Erstellen des Globalbudget der Kranken- und Mutterschaftsversicherung;
- Bei Bedarf, Neufestsetzung der Beitragssätze;
- Konventionsverhandlungen mit den Berufsverbänden der Gesundheitsdienstleister und den Krankenhäusern;
- Erstellen eines Budgets, alle zwei Jahre, für jedes Krankenhaus;
- Erstellen eines Gutachtens an die Regierung, für das Festlegen des Haushaltsvolumens des gesamten Krankenhaussektors;
- Konformitäts- und Qualitätskontrolle der erbrachten Leistungen;
- Zusammenarbeit mit den Ministerien und den betroffenen Institutionen für eine nachhaltige Entwicklung des Sozialversicherungs- und Gesundheitssystems;
- Betreiben einer aktiven Informationspolitik für die Versicherten, die Gesundheitsdienstleister und die Arbeitgeber;
- Beteiligung an der Agence eSanté, einer Plattform für den Austausch und die gemeinsame Nutzung von Gesundheitsdaten;
- Relationship-Management auf europäischer und internationaler Ebene.

### Unfallversicherung (CNAA)
Zahlung von Leistungen im Falle eines Arbeitsunfalls oder einer Berufskrankheit, im Auftrag der Verwaltung der Unfallversicherung.

### Pflegeversicherung (CNAP)
- Kostenübernahme der medizinischen Versorgung der pflegebedürftigen Person, zuhause oder in einer stationären Einrichtung;
- Entrichtung von Geldleistungen, als Ersatz für Naturalleistungen für die pflegebedürftige Person zuhause;
- Kostenübernahme für technische Hilfsmittel und Anpassungen des häuslichen Umfelds;
- Verhandlungen mit den Berufsverbänden der Gesundheitsdienstleister, die im Bereich der Pflegeversicherung aktiv sind;
- Erstellen eines Budgets und der Endabrechnung, der Einnahmen und Ausgaben der Pflegeversicherung.

## Organe der CNS
Die CNS ist eine öffentliche Institution mit ziviler Rechtspersönlichkeit, unter der Aufsicht des Ministeriums für soziale Sicherheit, welche durch die Generalinspektion für soziale Sicherheit (Inspection générale de la sécurité sociale – IGSS) ausgeübt wird.
Die CNS wird vom Verwaltungsrat geleitet.

### Verwaltungsrat
Der Verwaltungsrat der CNS besteht aus einem Repräsentanten des Staats, der die Funktion des Präsidenten innehat, sowie 8 Delegierten der Arbeitgeberseite und 8 Delegierten der Arbeitnehmerseite.
| Period      | President         |
| ----------- | ----------------- |
| 2009–2014   | Jean-Marie Feider |
| 2014–2019   | Paul Schmit       |
| 09.05.2018– | Christian Oberlé  |